# Heuliez GX 87
L'Heuliez GX 87 est un autocar articulé interurbain fabriqué et commercialisé par le constructeur français Heuliez Bus et en collaboration avec Volvo et le carrossier Berkhof de 1992 à 1998. La version standard était également disponible, nommée GX 57. Ils font tous deux partie de la gamme Inter'Bus.
Il a été lancé avec un moteur Diesel Volvo ayant la norme européenne de pollution Euro 0, puis au fil des années sera amélioré jusqu'à la norme Euro 2.

## Historique
Il a été commercialisé entre 1992 et 1998.
- 1992 : lancement du GX 87.
- Janvier 1998 : arrêt définitif du modèle.

### Résumé du GX 87
| Générations                 | Production | Dérivés de chez Heuliez Bus | Modèles similaires               |
| --------------------------- | ---------- | --------------------------- | -------------------------------- |
| Heuliez GX 87 (1992 - 1998) |            | Heuliez GX 57               | Setra SG 321 UL ; Van Hool TG821 |

## Générations
Le GX 87 a été produit avec 3 générations de moteurs Diesel : 
- Euro 0 : construit de 1992 à 1993.
- Euro 1 : construit de 1993 à 1996.
- Euro 2 : construit de 1996 à 1998.

## Caractéristiques

### Dimensions

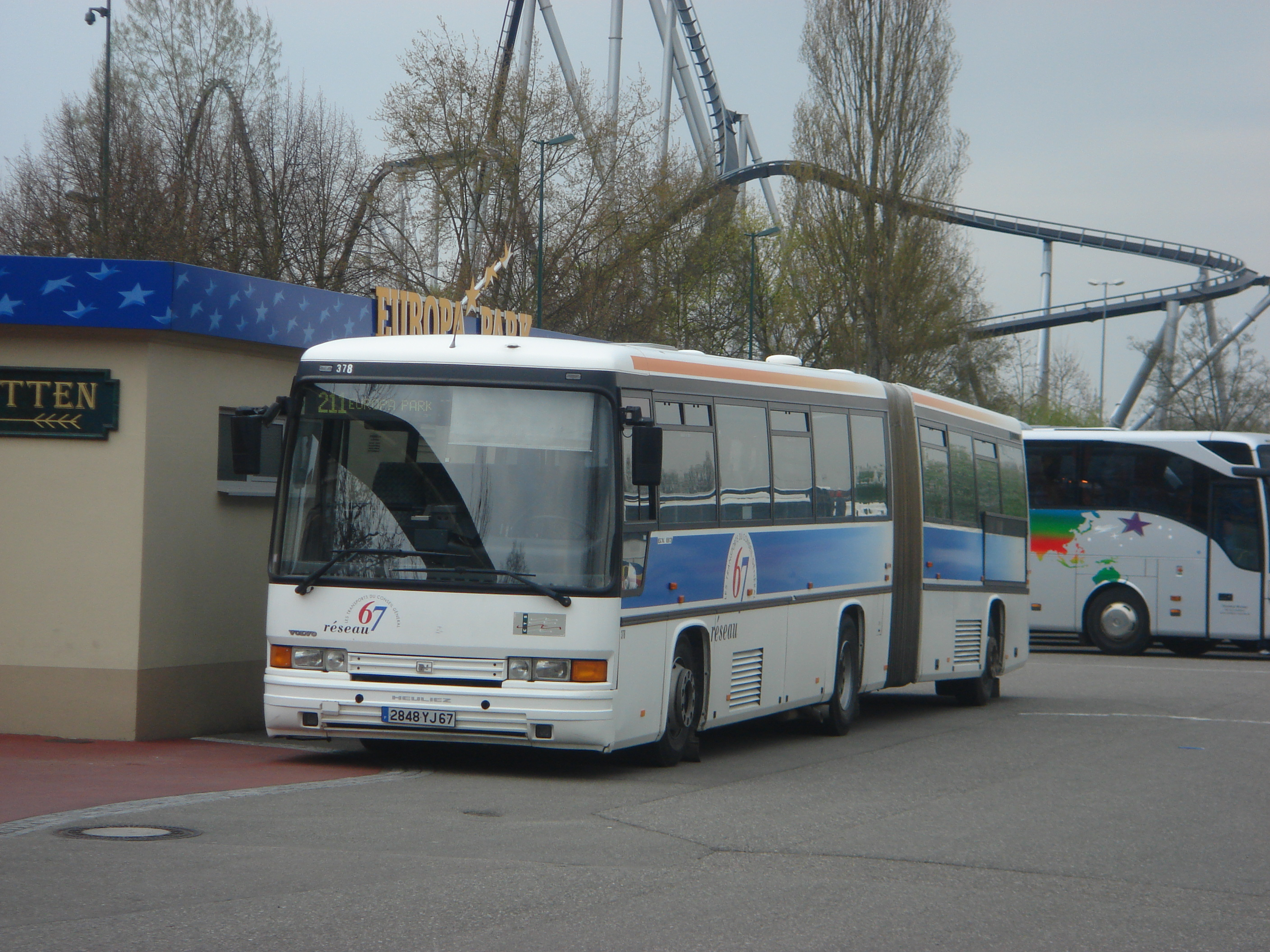
Un Heuliez GX 87.

|                              | Heuliez GX 87                 |
| ---------------------------- | ----------------------------- |
| Longueur                     | 17 990 mm                     |
| Largeur (sans rétroviseurs)  | 2 550 mm                      |
| Hauteur (sans climatisation) |                               |
| Empattement                  | AV : 5 500 mm ; AR : ?        |
| Porte-à-faux                 | AV : 2 455 mm ; AR : 2 635 mm |
| Rayon de braquage            | 10 738 mm                     |
| Angle d'attaque / Fuite      |                               |
| Masse à vide                 | Environ 17 000 kg             |
| P.T.A.C.                     | 24 000 kg                     |
| Capacité*                    | 73 à 81                       |
| Portes                       | 3                             |
| Hauteur du plancher          |                               |
| Réservoir à combustible      |                               |

* = assis uniquement.

### Motorisations
Le GX 87 a eu qu'une seule motorisation diesel modifiée au fil des années de sa production en fonction des différentes normes européennes de pollution.
- le Volvo DH 10 A (Euro 0 à Euro 2) six cylindres en ligne d'environ 10 litres avec turbocompresseur développant 285 ch.

| Modèle                   | Construction   | Moteur + Nom                       | Norme Euro      | Cylindrée         | Performance                  | Couple               | Vitesse maxi | Consommation + CO2    |
| GX 87 (boîte manuelle 6) | 1992 - 01/1998 | 6 cylindres en ligne Volvo DH 10 A | Euro 0 à Euro 2 | 10 000 cm3 (10 L) | 209 kW (285 ch) à ... tr/min | ... N m à ... tr/min | 100 km/h*    | ... l/100 km ... g/km |

* Bridé électroniquement à 100 km/h.

#### Boite de vitesses
Les GX 87 seront équipés d'une boite de vitesses manuelle G7 EGS à 6 rapports.
| Rapport de boîte | Régime de ralentie | Vitesse de croisière | Vitesse maxi | Régime maxi |
| ---------------- | ------------------ | -------------------- | ------------ | ----------- |
| Neutre           | 500 tr/min         | -                    | -            |             |
| 1ère             | -                  | -                    |              |             |
| 2ème             | -                  |                      |              |             |
| 3ème             | -                  |                      |              |             |
| 4ème             | -                  |                      |              |             |
| 5ème             | -                  |                      |              |             |
| 6ème             | -                  | 90 km/h              |              |             |

### Châssis et carrosserie

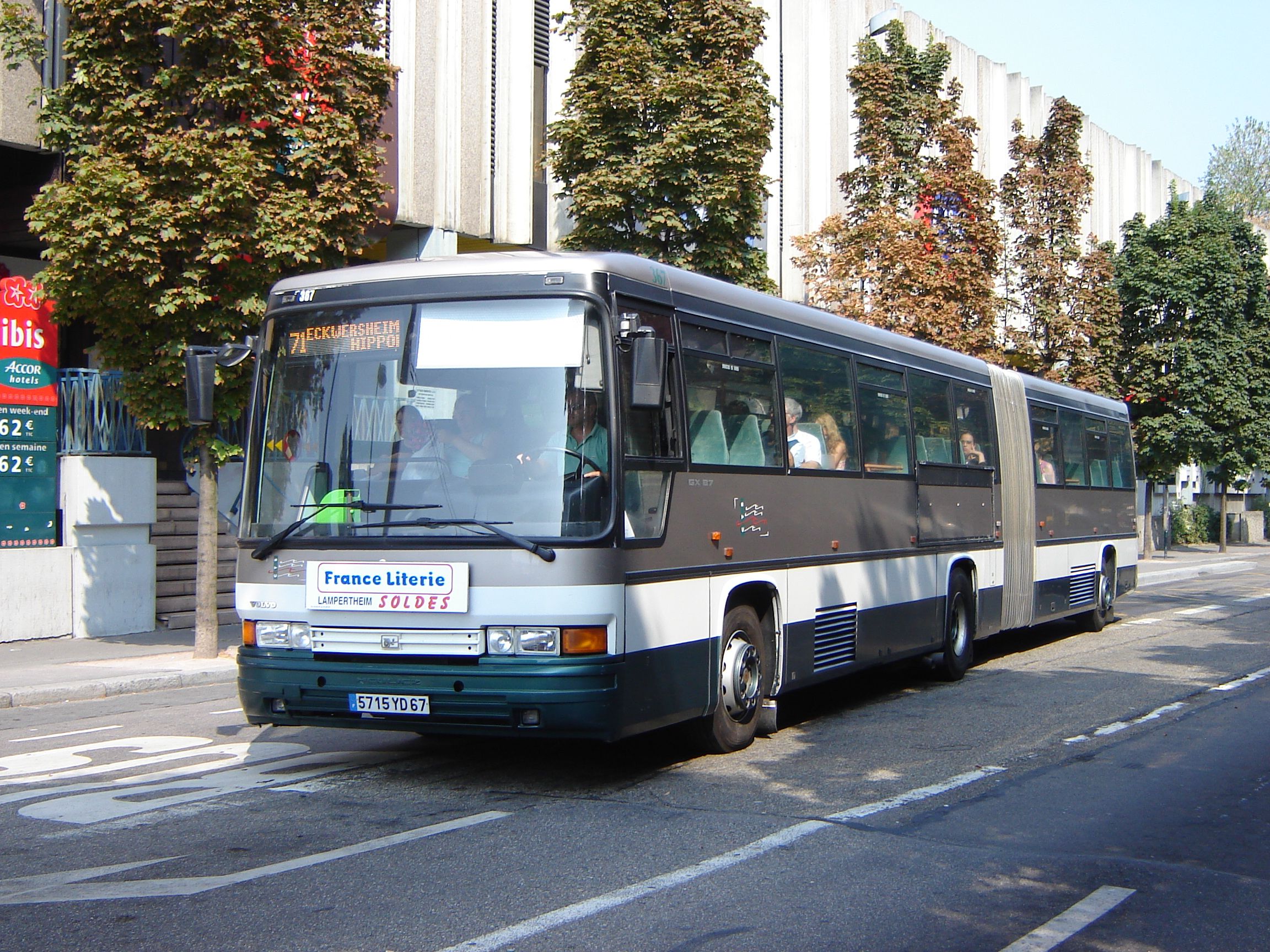
Un GX 87 du réseau CST de Strasbourg.

Il a été construit sur le châssis du Volvo B10MA. Les ossatures d'Heuliez font appel à des tubes et profilés en acier inoxydable ainsi que des matériaux composites pour des éléments de carrosserie et la face avant,.

### Options et accessoires
Vitres athermiques ; Trappes de toit électrique ; Aménagements intérieurs (rideaux, liseuses) ; Climatisation, etc.